# Masevaux
Masevaux (in alsaziano Màsmìnschter, in tedesco Masmünster) è un comune francese di 3 328 abitanti situato nel dipartimento dell'Alto Reno nella regione del Grand Est.

## Società

### Evoluzione demografica
Abitanti censiti